# خطة خمسية أولى لاتحاد الملايو
الخطة الخمسية الأولى لاتحاد الملايو (1956 - 1960) هي أول خطة تنمية اقتصادية تضعها حكومة الملايو قبل استقلاله مباشرةً في عام 1975. فكانت الحكومة البريطانية الاستعمارية تركز بشكل أساسي في استغلالها للموارد المتاحة على مجابهة العصيان الشيوعي لاتحاد الملايو بدلاً من العمل على تطوير المناطق الريفية في الاتحاد. ومن ثم، خصصت الخطة الخمسية قدرًا كبيرًا من الموارد للتنمية الريفية والزراعية، وتولى إدارتها مكتب رئيس الوزراء. وبلغت النسبة الإجمالية التي خصصتها الخطة لتطوير الزراعة في اتحاد الملايو 24% من النفقات العامة، بالإضافة إلى توفير مبالغ هائلة لتطوير البنية التحتية أيضًا.